# Lisciviazione
La lisciviazione (o estrazione solido-liquido), nella terminologia chimica, definisce il processo consistente nella separazione di uno o più componenti solubili da una massa solida mediante un solvente. Viene spesso utilizzato in metallurgia, ad esempio, nei processi di produzione del rame, dell'argento o dello stagno.

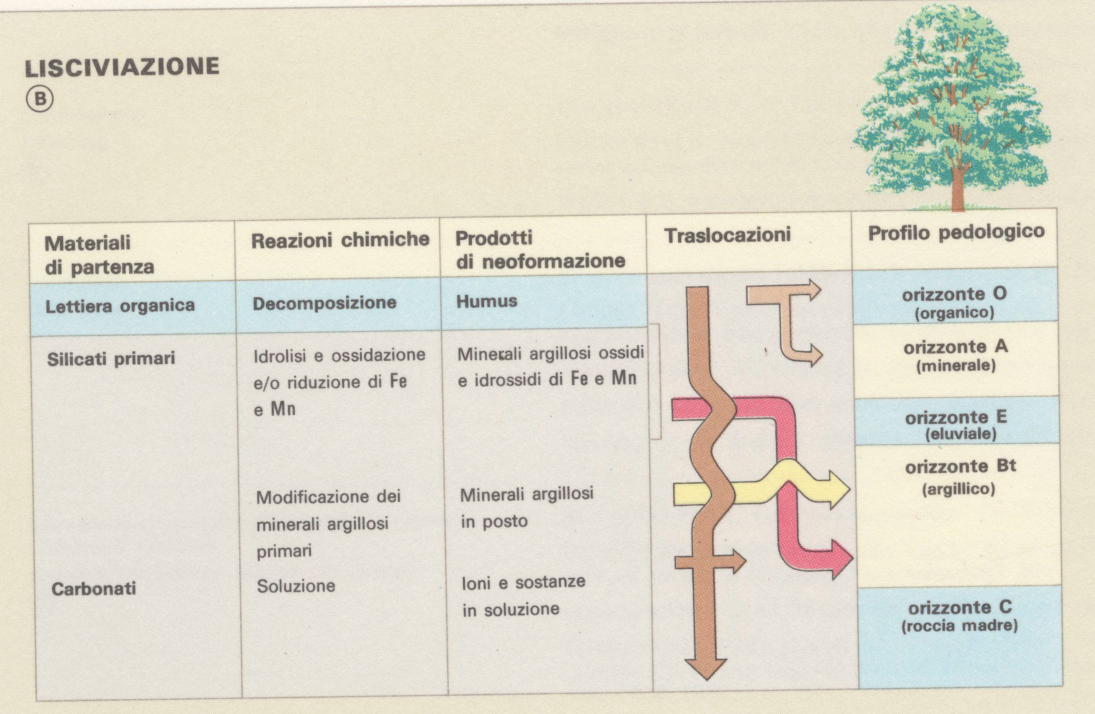
Diagramma del processo di lisciviazione in pedologia

Il termine è utilizzato anche in idrogeologia e pedologia per indicare il processo per cui gli elementi solubili del suolo, per effetto dello scorrimento e della percolazione delle acque, vengono trasportati o migrano negli strati più profondi. Durante la lisciviazione, il processo di trasferimento di materia avviene per diffusione del soluto dalla soluzione concentrata che imbeve il solido, alla massa della soluzione d'estrazione, in forza della concentrazione esistente.
L'estrazione solido-liquido ha trovato negli ultimi anni la sua applicazione nel settore vinicolo. Il processo naturale di invecchiamento del vino, infatti, richiede molti anni di riposo nelle botti, permanenza questa che può portare a contaminazioni e conseguente perdita del prodotto. L'estrazione solido-liquido consente di accelerare la fase di estrazione della componente aromatica del legno da parte della bevanda riducendo notevolmente i tempi di invecchiamento, in quanto con l'aggiunta di tale componente ai vini o alle grappe inizia immediatamente la fase chimica, vale a dire la fase in cui le sostanze aggiunte subiscono le relative trasformazioni, fase che è più veloce nell'andare a completamento e, di conseguenza, all'equilibrio. Infatti, è necessario solo aspettare che i diversi componenti (quelli del legno e quelli nativi della bevanda) interagiscano tra di loro oppure con l'ossigeno

## Processi di lisciviazione per sostanze biologiche
Una miscela solida può essere composta di svariate sostanze inorganiche ed organiche ad attività biologica. Per separare il soluto d'interesse o per rimuovere un componente indesiderato dalla fase solida, quest'ultima è messa a contatto con un liquido. Quando il solido e il liquido sono in contatto, il soluto, o i soluti, possono diffondere dal solido nel solvente, con conseguente separazione dei componenti inizialmente contenuti nel solido.
Questo processo di separazione è chiamato lisciviazione solido-liquido o semplicemente lisciviazione.
Poiché nella lisciviazione il soluto viene estratto da un solido, tale operazione è chiamata anche estrazione.
Nella lisciviazione, quando un componente indesiderato è rimosso da un solido tramite l'acqua, il processo è detto lavaggio.
Nelle industrie di interesse biologico e alimentare, molti prodotti sono ottenuti tramite lisciviazione liquido-solido, come ad esempio l'estrazione dello zucchero dalle barbabietole con acqua calda. Nella produzione di oli vegetali, sono utilizzati solventi organici come esano, acetone, e/o etere per l'estrazione di olio di noci o semi.
Nel settore farmaceutico, molti principi attivi farmaceutici sono ottenuti lisciviando radici di piante, foglie e steli.

## Processi di lisciviazione per materiali inorganici ed organici
La lisciviazione è ampiamente utilizzata nelle industrie di lavorazione dei metalli. Il metallo interessato è contenuto in miscele contenenti grandi quantità di costituenti non utili e la lisciviazione è utilizzata per rimuovere i metalli come sali solubili. Nel settore della lavorazione del metallo, si fa uso prevalentemente di acidi. Normalmente sono utilizzati composti solforati per rimuovere i metalli dalla fase solida, e questi producono sottoprodotti dannosi per l'ambiente.